# لبنان (أصل التسمية)

## لبنان في اللغات المختلفة
- في اللغة الأكادية: ورد الاسم كـ«لبان».
- في اللغة الأشورية والبابلية: «لبلانا» و«لبلاني» و«نبلاني» و«لبنانو»
- في اللغات المصرية: «رمنن» و«ربرن». والمعروف أن «ر» الفرعونية ترمز للكنعانيين.
- في اللغة الارامية: «لبنون».
- في اللغة الفينيقية: «لبنون».
- في اللغة العبرية: «لبنون»
- في اللغتين اليونانية والرومانية: «ليبانوس».
- في العربية: «لُبْنان».
- في التركية: «لُبْنان».
- في لغة الأنكليزية: «ليبانون».
- في الفرنسية: «ليبان».
- في الهندية والأوردية: «ليبنان».

## تفاسير معنى لبنان
وهناك ثلاثة تفاسير تعلّل تسمية «لبنان»:

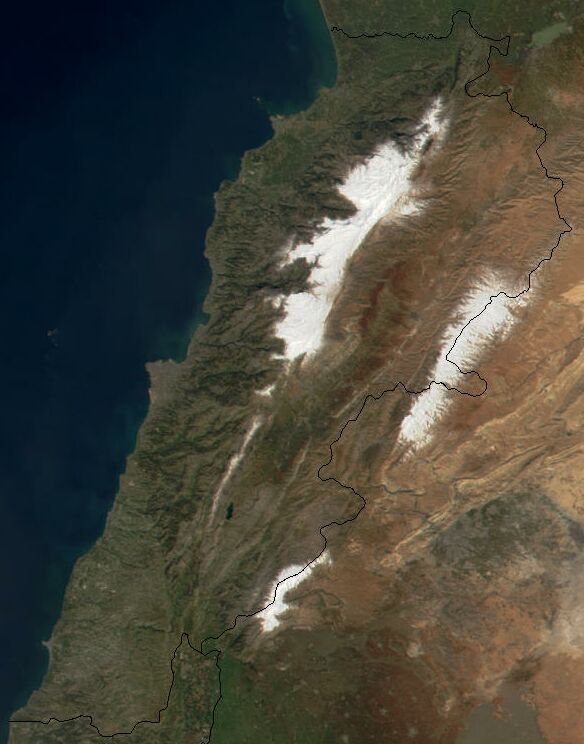
بياض جبال لبنان

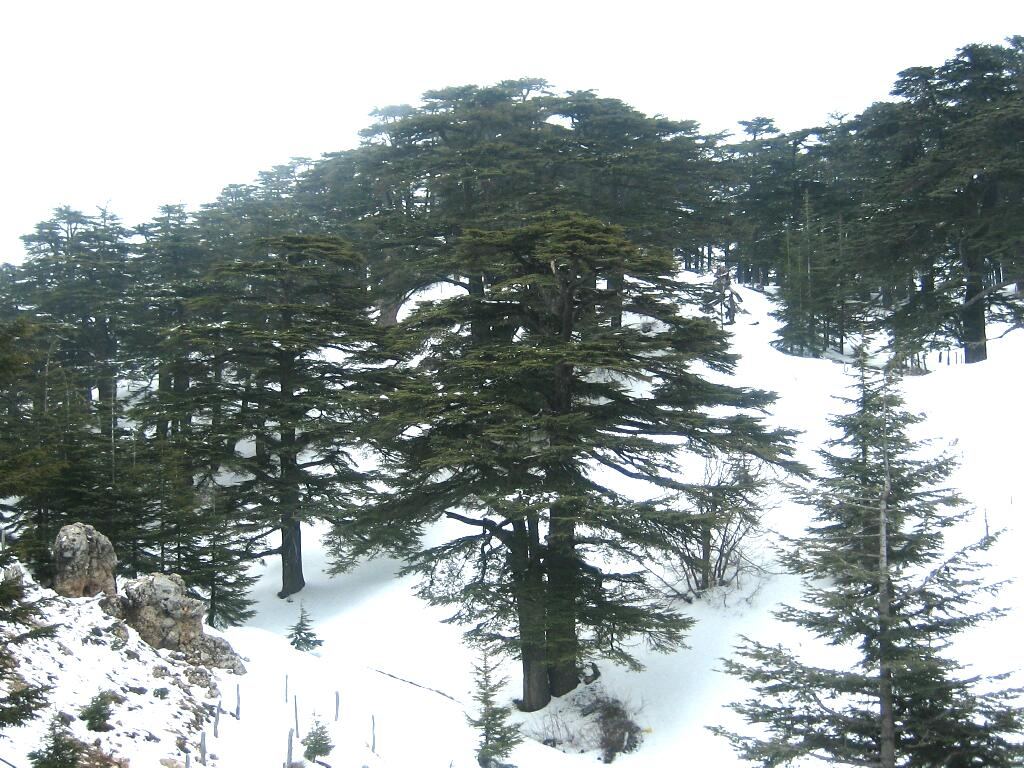
غابات أرز لبنان

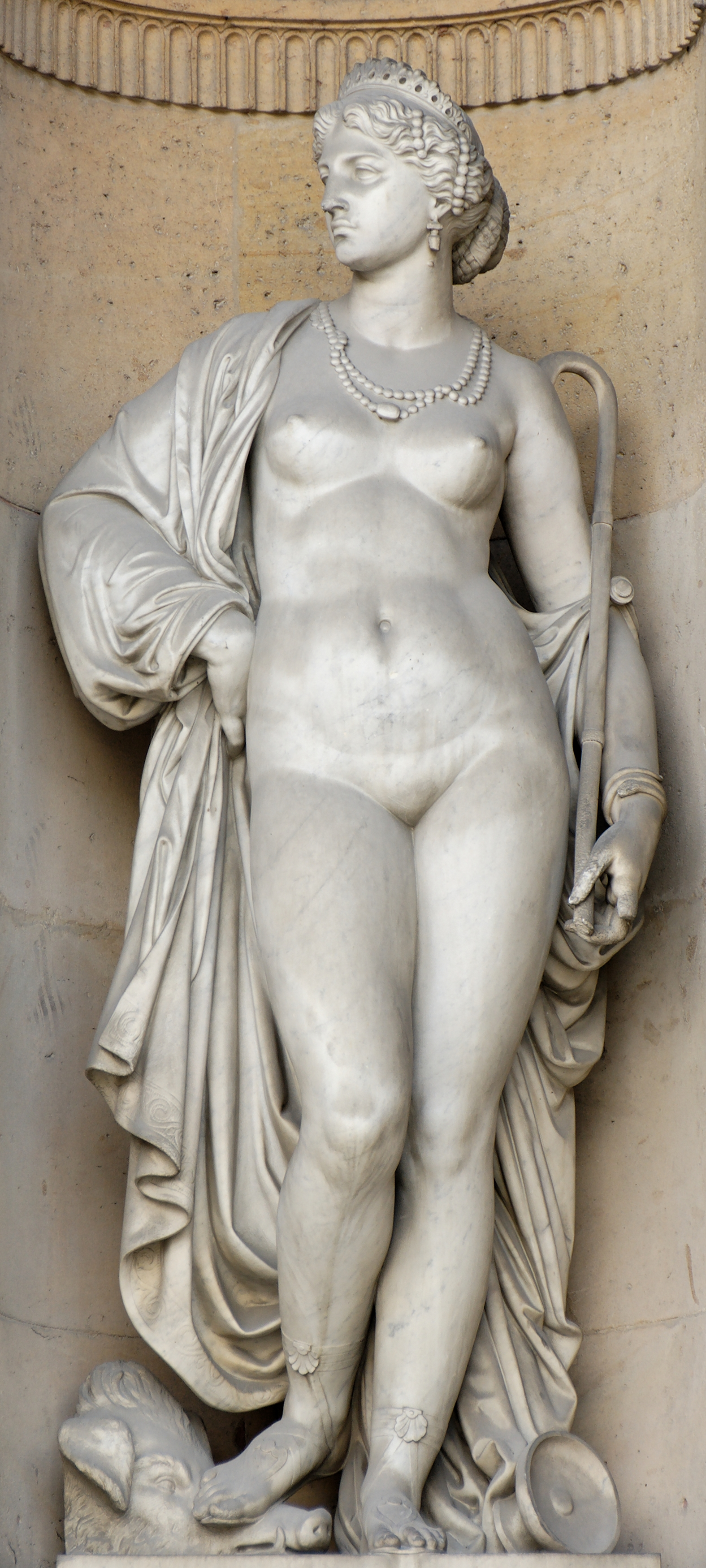
سيرسي التي تعطرت بلبان لبنان

### الجبل الأبيض
فالجذر السامي للكلمة هو "ل ب ن" والذي يعني "الأبيض". منذ العصور القديمة كان الاسم "لبنان" يستعمل للدلالة على الكتلة الجبلية الممتدة من النهر الكبير في شمال جبال لبنان، حتى تخوم أرض فلسطين في الجنوب. هذه الكتلة الجبلية تتألف من سلسلتين: السلسلة الشرقية والسلسلة الغربية. فقد ذكر بالعهد القديم: ""عُنُقُكِ كَبُرْجٍ مِنْ عَاجٍ. عَيْنَاكِ كَالْبِرَكِ فِي حَشْبُونَ عِنْدَ بَابِ بَثِّ رَبِّيمَ. أَنْفُكِ كَبُرْجِ لُبْنَانَ النَّاظِرِ تُجَاهَ دِمَشْقَ." (نش 7: 4). "وبرج لبنان" في هذا النص هو "جبل حرمون" في السلسلة الشرقية من جبال لبنان الذي يطّل على دمشق. وتعود تسمية لبنان ب "الجبل الأبيض" لسببين:
- لبياض ثلوجه التي تكسو قممه في أكثر فصول السنة.[2] وقد ذكر إرميا في العهد القديم: «هَلْ يَخْلُو صَخْرُ حَقْلِي مِنْ ثَلْجِ لُبْنَانَ؟ أَوْ هَلْ تَنْشَفُ الْمِيَاهُ الْمُنْفَجِرَةُ الْبَارِدَةُ الْجَارِيَةُ؟» (إر 18: 14).[3]
- أو لصخوره الكلسية البيضاء.[4]

### الرائحة الذكية
وهناك تعليلين لربط الرائحة الذكية بلبنان:
- السبب الأول هو وجود شجر البخور في لبنان القديم: فاللبان يعني «البخور» بالعربية وهي مادة لزجة تستخرج من شجر «اللبنى» (بالإنجليزية: Styrax Officinale)‏. وبحسب أقوال بيلين [5][6] فان هذه الشجرة كانت موجودة بكثرة في لبنان وكان الإغريق يستوردونها للتبخير ولمنافعها الطبية. وكذلك، فقد سمى اليونانيون البخور بليبانوس (باللاتينية: Libanos) وطقوس التبخير بليبانومانسي (باللاتينية: Libanomancie). وزرعت هذه الشجرة في أوروبا وعرفت بالأليبوفيير (باللاتينية: Aliboufier) والتي استعملت في الطبابة.[7]
- السبب الثاني هو رائحة شجر الأَرْز المنتشر في لبنان: فقد ذكر فيرجيل أن "كيركي (باللاتينية: Circe) ابنة إله الشمس المترفة، كانت توقد في قصرها خشب الأرْز العطري لكي تنشر نورا دجويا".[8] وذُكر في العهد القديم: «شَفَتَاكِ يَا عَرُوسُ تَقْطُرَانِ شَهْدًا. تَحْتَ لِسَانِكِ عَسَلٌ وَلَبَنٌ، وَرَائِحَةُ ثِيَابِكِ كَرَائِحَةِ لُبْنَانَ.» (نش 4: 11)[9] و«تَمْتَدُّ خَرَاعِيبُهُ، وَيَكُونُ بَهَاؤُهُ كَالزَّيْتُونَةِ، وَلَهُ رَائِحَةٌ كَلُبْنَانَ.» (هو 14: 6).[10] ذكر في ملحمة جلجامش: «رأوا جبل الأرز... مقام الآلهة، قاعدة أرنيني... أمام الجبل ذاته، يحمل الأرز إنتاجه الوفير... ظله لطيف، مفعم بالعطر». والفراعنة قالوا في الألف الثالث ق.م.:«يجلبون لي أجود منتوجات» نغاو«(أي وادي نهر إبراهيم في لبنان) من الشربين والعرعر وخشب المر... أجمل أشجار الأرض الإلهية.» كل هذا يدل أن الرائحة العطرة هي ملازمة لطبيعة لبنان.

### بمعنى «قلب الله»
ففي اللغة السريانية المصطلح «لب أنان» يعني قلب الله.